# 鄰苯二甲酸二異壬酯
鄰苯二甲酸二異壬酯（Di-iso-nonyl Phthalate，缩写为，化學式C26H42O4，
结构式为C6H4(COO（CH2）6CH(CH3)2)2，为邻苯二甲酸与異壬醇生成的酯类化合物。它是邻苯二甲酸酯的一種，也是一種常用的塑化劑。
沸點 : 244 - 252 °C
911P是由C9~C11混合醇與鄰苯二甲酸酐酯化而成。911P具有低揮發性與優良的耐寒特性，其耐寒效果相當於DEHP/DOA以60/40Wt%混合。在耐熱電線電纜方面，911P表現出持久的機械性質及良好的耐寒性，同時911P與TOTM混合後可提供一套較經濟的方法來符合美國UL62 105℃電纜的要求。由於911P的低揮發性特別被推薦使用於"non- fogging"產品，如皮衣、汽車彈簧墊等。

## 化工特性
DINP的塑化性質與DEHP類似，DINP屬一般用途的可塑劑
DINP具備的低揮發性與低可塑化效率，與DEHP比較，它擁有較低的可塑化效率、移行性、水萃取率及稍高的膠化溫度與電子阻抗；其低揮發性，不僅能延長產品壽命還能降低製程中的蒸發逸散。以DINP來取代具有較高可塑化效率及比重的DEHP，可以節省相當的體積成本費用。